# Isolation
Isolation – pierwszy singel amerykańskiej formacji Alter Bridge z jej trzeciego albumu studyjnego AB III. 6 września 2010 został udostępniony do darmowego przesłuchania na oficjalnej stronie internetowej wytwórni Roadrunner, natomiast 26 września ukazał się w sklepach w formacie CD oraz w sieci przez digital download.
Gitarzysta formacji Mark Tremonti przyznał, że jest to jak do tej pory najcięższy singel wydany przez zespół. Utwór zawiera bardzo mroczny tekst traktujący o "agonii uczucia bycia wyizolowanym".
Główne solo gitarowe w tym utworze grane jest przez wokalistę i gitarzystę rytmicznego Myles'a Kennedy'ego, dwie mini-solówki oraz wokal wspierający wykonuje Mark Tremonti.
Wideoklip do tego utworu ukazał się 6 grudnia 2010.
Utwór spotkał się z ogólnym uznaniem. Choć pierwotnie wydany tylko w Wielkiej Brytanii, zadebiutował na 34. na Billboard's Hot Mainstream Rock Tracks w październiku, a kilka aktywnych stacji radiowych w Stanach Zjednoczonych miało ten utwór w regularnej rotacji kilka tygodni przed premierą w tym kraju, gdzie stał się najczęściej granym utworem przez tamtejsze radiostacje. 12 stycznia 2011 osiągnął 1. miejsce na liście Hot Mainstream Rock Tracks.

## Twórcy
- Myles Kennedy - wokal prowadzący, gitara rytmiczna i prowadząca
- Mark Tremonti - gitara prowadząca i rytmiczna, wokal wspierający
- Brian Marshall - gitara basowa
- Scott Phillips - perkusja